# Parydra pacifica
Parydra pacifica är en tvåvingeart som beskrevs av Ichiro Miyagi 1977. Parydra pacifica ingår i släktet Parydra och familjen vattenflugor. Inga underarter finns listade i Catalogue of Life.